# Associação Académico 83 do Porto Inglês
El Associação Académico 83 do Porto Inglês és un club capverdià de futbol i futsal de la ciutat de Porto Inglês a l'illa de Maio.

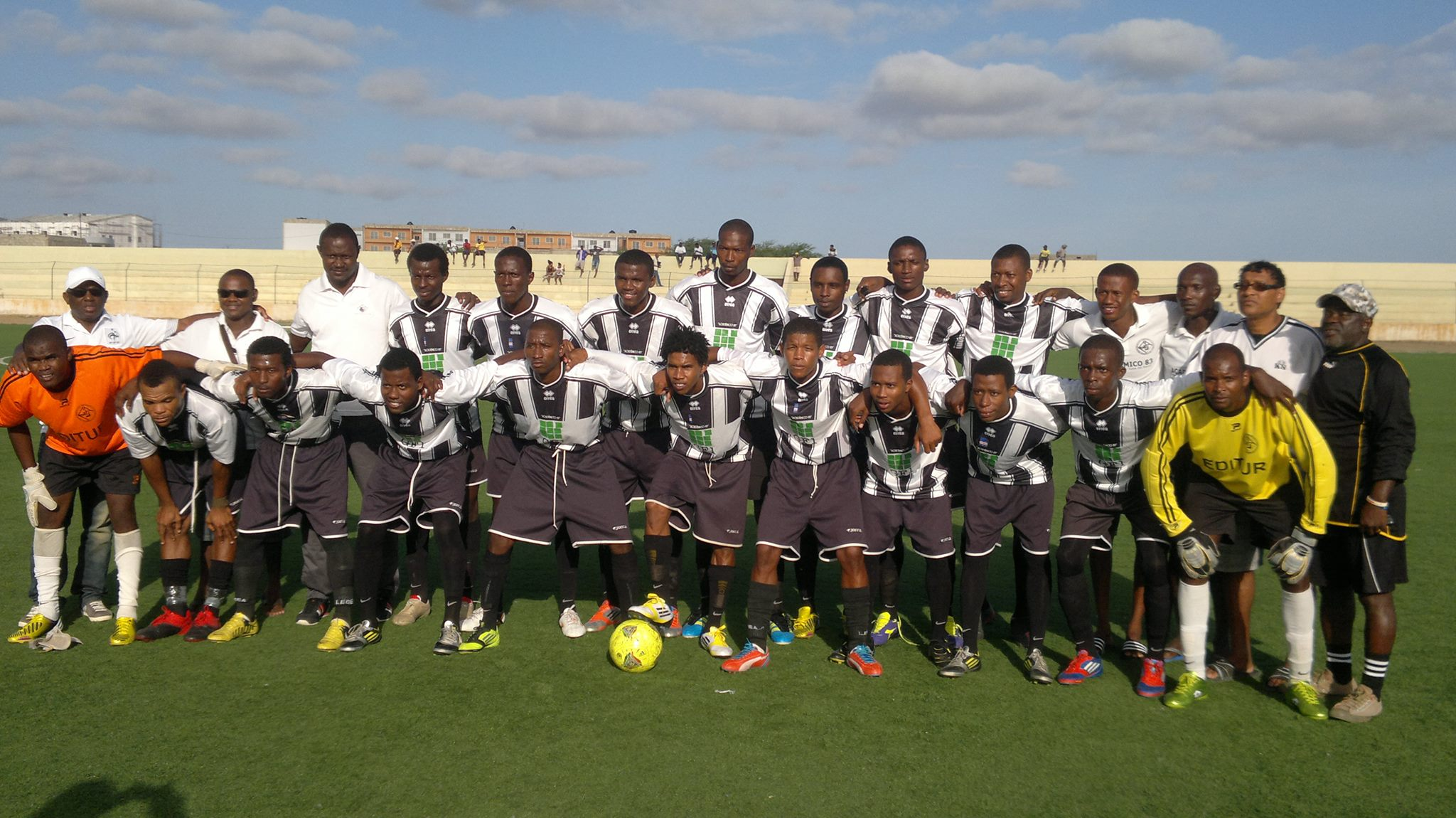
Académico 83 2013-14.

El club va ser fundat el 1983. Es registrà el 1987.

## Fundadors
- Jacinto Spencer dos Santos
- Domingos Emanuel Soares
- Francisco Adriano Contina Inês
- Mario Anibal Costa
- Nelson dos Santos
- Domingos Lopes Correia

## Trajectòria
- 1r (2012)
- 1r (2013)
- 1r (2015)

## Palmarès
- Lliga de Maio de futbol[3]
  - 1994, 1995, 1998, 2000, 2012, 2013, 2015, 2016
- Torneig d'Obertura de Maio de futbol
  - 2013
- Copa de Maio de futbol (Djarmai)
  - 2012, 2013
- Supercopa de Maio de futbol
  - 2013, 2014